# アグネスフライト
アグネスフライト（欧字名:Agnes Flight、1997年3月2日 - 2023年1月11日）は、日本の競走馬、種牡馬。
2000年の東京優駿（日本ダービー）（GI）優勝馬である。その他、同年の京都新聞杯（GIII）を制した。
祖母アグネスレディー、母アグネスフローラに続いてクラシックを優勝し、日本競馬史上初となる親仔三代クラシック優勝を達成した。牝馬で大タイトルを多く得た騎手河内洋に、ダービージョッキーの称号を授けた馬として知られる。1歳下の全弟は、2001年の皐月賞を無敗で優勝したアグネスタキオンである。

## デビューまで

### 誕生までの経緯
母アグネスフローラは繁殖牝馬の初年度となる1992年、社台の産駒がまだ走っていないシーズン2年目の種牡馬であるサンデーサイレンスと交配する。翌1993年には初仔となる牡馬が誕生。サンデーサイレンス産駒の活躍馬が続出する中、その初仔は渡辺孝男の「タカオ」を用いて「アグネスタカオー」と命名している。アグネスタカオーは浜田光正調教師に預けたが、母譲りの脚元の弱さを兼ね備えて思うように活躍できなかった。続いた父トニービンの2番仔、3番仔は長浜に託されたが同様に活躍できなかった。そして5年目となる1996年の交配相手には、初年度以来となるサンデーサイレンスが再び選ばれる。そして翌1997年3月2日、社台ファームにて4番仔となる栗毛の牡馬（後のアグネスフライト）が誕生する。なお4番仔を産んだ同年には、再びサンデーサイレンスと交配し、1998年に5番仔となる栗毛の牡馬が産まれている。この5番仔は、後のアグネスタキオンである。

### 幼駒時代
4番仔も祖母、母、兄姉と同様に渡辺の所有となる。渡辺は4番仔に、自身が経営する会社の社内報のタイトル「飛翔」を英語にした「フライト」を冠名と組み合わせた「アグネスフライト」という競走馬名を与えている。誕生直後のアグネスフライトは、社台ファームの田辺滋久によれば「走るサンデー（サイレンス）の牡馬らしく、それほど大きいというわけではないのですが、無駄のない雰囲気を持っているという印象」であり、顔や雰囲気が母親似だったという。兄姉は、いずれも脚元が悪く大成できなかったが、アグネスフライトは順調に育成されていた。アグネスフライトは、母兄姉と同様に長浜厩舎の管理となる。担当厩務員は、祖母や母も担当した大川鉄雄だった。1999年、3歳夏に入厩するが、兄姉同様に脚元が弱かった。そのためプールを用いるなど、慎重に調教がなされ、3歳のうちはデビューすることができなかった。

## 競走馬時代

### 京都新聞杯
4歳となった2000年2月6日、京都競馬場の新馬戦（芝1600メートル）でデビューを果たす。人気は、外国産馬のサザンスズカに次ぐ2番人気だった。スタートから後方を追走し、直線で先行するサザンスズカを捉えた。それからサザンスズカを突き放し、4馬身差をつけて先頭で入線。初勝利を挙げる。この後は、2か月後から開幕するクラシック出走を目指し、まず第一弾の皐月賞のトライアル競走であり、2着までに優先出走権が与えられる3月18日の若葉ステークス（OP）に出走する。2番人気に支持されたが、本調子にあらず後方追走のまま12着敗退。これにより皐月賞を断念する。河内は後に敗因を「悪い要素がいろいろ重なった」と述べている。またこのレース前、厩務員の大川は、河内にアグネスフライトの癖などを伝え忘れるというミスを犯している。そのため、レースは終始ちぐはぐになっていた。
陣営は目標を第二弾の東京優駿（日本ダービー）に切り替えて4月15日、皐月賞前日に行われる若草ステークス（OP）に臨む。7.4倍の3番人気に支持されていた。スタートで出遅れ再び後方の追走となったが、第3コーナーでまくって進出。直線ではすべてをかわしていた。先行したジンワラベウタや、後方から追い込んだスターリングローズらに、半馬身差をつけて先頭で入線。2勝目を挙げる。
若草ステークスを優勝したことで、賞金加算に成功を果たす。ところが収得賞金1350万円のアグネスフライトは、ダービーの登録馬を出走馬決定順に並べても19番目であり、出走可能頭数の18頭には入っていなかった。また、ダービーの優先出走権が与えられるトライアル競走の青葉賞なども控えており、このままではアグネスフライトのダービー出走は絶望的だった。そこで陣営は、京都新聞杯への参戦を決意する。京都新聞杯は、前年まで菊花賞のトライアル競走として挙行されていたが、この年から春に移設されていた。ただしダービーのトライアル競走ではないため、確実に出走できる優先出走の権利付与はなかった。それでもダービー出走馬決定順の当落線にいる馬にとっては、ダービー出走を叶える最後の機会であり「最終関門」とされていた。したがってアグネスフライトが、ダービーに出走を叶えるには、京都新聞杯で収得賞金が加算される2着以内になる必要があった。
5月6日、京都新聞杯（GIII）に臨む。同じようにダービー出走を目指す13頭との対決となっていた。中でも、新馬戦と京都3歳ステークス（OP）を優勝した2勝馬、皐月賞出走を叶えて5着。4着までに与えられるダービーの優先出走権をクビ差逃したヤマニンリスペクトに注目が集まっていた。そのヤマニンリスペクトが2.5倍の1番人気に推され、アグネスフライトは3.4倍の2番人気。3番人気以降は、500万下条件戦のムーニーバレーRC賞を勝ち上がってきた2勝馬イングランドシチー、つばき賞を勝ち、スプリングステークスで3着となったカネツフルーヴ、1勝馬タップダンスシチーと続いていた。
アグネスフライトはスタート直後に他から後れを取り、最後方を追走する。向こう正面の後半から外に持ち出して、追い上げを開始した。追い通しで第3コーナー、最終コーナーを回りながら、前を行く13頭に接近した。10番手で迎えた直線では、大外から末脚を発揮し、内で抜け出しを図った大勢をすべて差し切った。抜け出した後は後続を突き放す一方となり、後方に3馬身差をつけて、先頭で入線を果たす。重賞初勝利を挙げ、ダービー出走を確定させた。河内にとっては、1978年メジロイーグル以来となる京都新聞杯2勝目だった。

### 東京優駿
5月28日、東京優駿（日本ダービー）（GI）に臨む。出走登録を行っていたのは27頭であり、アグネスフライトは出走を叶えたが、京都新聞杯を勝利する前のアグネスフライトと同じ境遇だったヤマニンリスペクトなど9頭が除外されていた。18頭で人気を集めたのは、クビ差だった皐月賞1着のエアシャカールと2着のダイタクリーヴァであり、エアシャカール2.0倍、ダイタクリーヴァ4.8倍だった。一方、アグネスフライトはダイタクリーヴァに肉薄する5.0倍の3番人気だった。続く4番人気は青葉賞優勝馬のカーネギーダイアンであり、この4頭がオッズ一桁台に支持されていた。エアシャカールとアグネスフライトは、共に追い込みを決めて勝ち上がった2頭であり、長い直線を有する東京ではひときわ有利と考えられていた。皐月賞優勝馬の支持を集めるのは当然としても、アグネスフライトは祖母、母が繋いだクラシック連続優勝しているという血統的な背景があった。中でも舞台は、祖母1着、母2着の東京芝2400メートルだった。また鞍上の河内は、これまで数多の名馬に騎乗しながらダービーには縁がなく16戦16敗だった。この2点からアグネスフライトは、他の馬とは異なる種類の、ひときわ大きな期待を集めていた。
2枠4番からスタートしたアグネスフライトは、直後に控えて最後方18番手を得る。後方有利のハイペースが刻まれる中、1番人気エアシャカールは14番手であり、相手を視野に入れながら追走することができた。第3コーナーに差し掛かる頃から、エアシャカールが馬群の外に持ち出して進出を開始すると、アグネスフライトもそれに即応して、エアシャカールとの差を詰める。直線では、先行勢が続々脱落する中で、エアシャカールが早めに抜け出し、独走状態を形成していた。一方、アグネスフライトは一度突き放されていたが、末脚を発揮して追い上げていた。先頭のエアシャカールが独走して遊ぶ癖を見せて鈍っている間に差を縮めて、残り50メートルで外から並びかけることに成功する。以降は、矯正されて再び走り始めたエアシャカールとの張り合いとなる。エアシャカールが外によれて来て、アグネスフライトは進路が塞がれるなど多分に不利を受けたが負けずに伸び、2頭並んだままほとんど同時に決勝線を通過する。2頭の優劣は写真判定にもつれ、外のアグネスフライトがハナ差、7センチメートル先着していることが判明、ダービー優勝を果たした。
アグネスレディ―、アグネスフローラに続いてクラシックを優勝。史上初めてとなる親仔三代クラシック優勝、母仔三代クラシック優勝を果たした。三代連続優勝に限っても、メジロアサマ、メジロティターン、メジロマックイーンの父仔三代天皇賞優勝があったのみで、それに続く記録だった。
| 母               | 優勝                             | 仔               | 優勝                   | 孫               | 優勝           |
| ---------------- | -------------------------------- | ---------------- | ---------------------- | ---------------- | -------------- |
| アステリモア     | 1938年優駿牝馬                   | ヒデヒカリ       | 1948年皐月賞           |                  |                |
| クリフジ         | 1943年優駿牝馬、東京優駿、菊花賞 | ヤマイチ         | 1954年桜花賞、優駿牝馬 |                  |                |
| トキツカゼ       | 1947年皐月賞、優駿牝馬           | オートキツ       | 1955年東京優駿         |                  |                |
| オーカン         | 1959年優駿牝馬                   | リュウズキ       | 1967年皐月賞           |                  |                |
| アグネスレディー | 1979年優駿牝馬                   | アグネスフローラ | 1990年桜花賞           | アグネスフライト | 2000年東京優駿 |
| ダイナカール     | 1983年優駿牝馬                   | エアグルーヴ     | 1996年優駿牝馬         |                  |                |
| ベガ             | 1993年桜花賞、優駿牝馬           | アドマイヤベガ   | 1999年東京優駿         |                  |                |

また渡辺、長浜、河内はいずれもダービー初優勝だった。特に河内は17回目の挑戦で初制覇となった。レース実況を担当したフジテレビアナウンサーの三宅正治は、レース最終盤のアグネスフライトとエアシャカールの叩き合いについて「河内の夢か、ユタカの意地か」と表現し実況した。河内のダービー初騎乗はデビュー5年目の1979年トウホクハヤテに騎乗して25着だったが、これはアグネスレディーで優駿牝馬を優勝した直後のことだった。それから1986年ラグビーボール、1988年サッカーボーイ、1989年ロングシンホニーの3回は、1番人気に支持されながらそれぞれ4着、15着、5着。1996年にはメイショウジェニエで3着、1998年にはボールドエンペラーで2着となっていた。

河内がアグネスフライトとダービーを意識したのは、京都新聞杯を優勝した後だと述懐している。この時、年齢的にもダービーはラストチャンスだと考えていた。そのため、縁起やジンクスを全面的に肯定するなどあらゆる用意をしたうえでの参戦だった。例えば、感覚が狂わないように前日の中京競馬場騎乗を諦めて東京に留まったり、直前の数レースは騎乗を自粛したりして、後悔の無いようにしていたという。

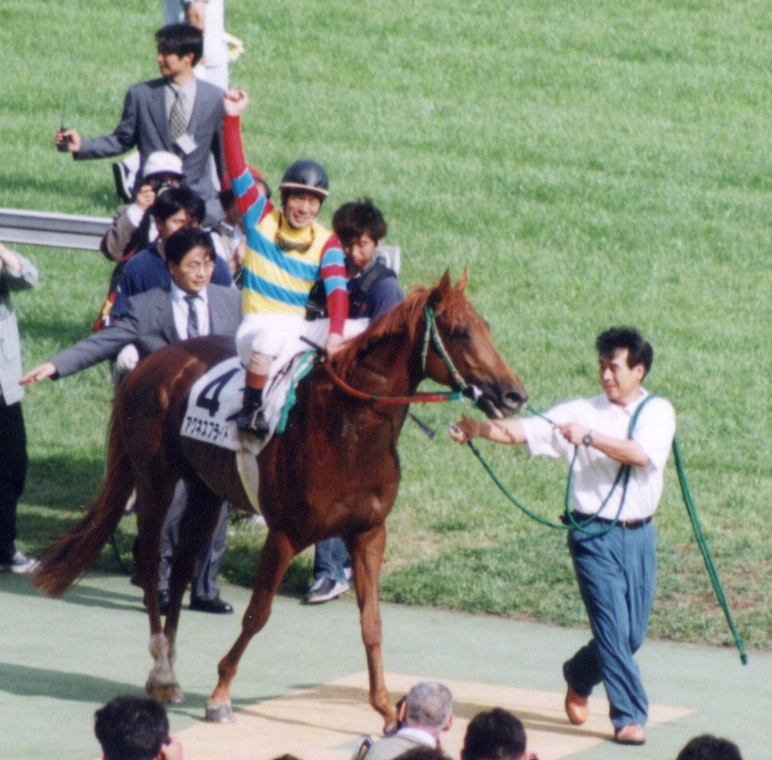
東京優駿直後

17戦目の戴冠は、1993年をウイニングチケットで勝利した柴田政人の19度目に次いで歴代2番目の長さだった。さらにデビュー27年目、45歳3か月7日目の河内は、1986年増沢末夫、1979年松本善登、1989年郷原洋行に次いで歴代4番目に高齢なダービージョッキーだった。またアグネスフライトと河内の優勝は、エアシャカールに騎乗した河内の弟弟子・武豊のスペシャルウィーク、アドマイヤベガに続くダービー3連覇の快挙をハナ差だけ阻んだ形となった。さらにこの後、エアシャカールと武は、菊花賞を制して二冠を達成している。そのため結果的にアグネスフライトは、エアシャカールのクラシック三冠をハナの差だけ阻んだことにもなった。

### 東京優駿以後
東京優駿以後のアグネスフライトは、勝利を挙げることができなかった。

4歳夏は、宮城県山元町の山元トレーニングセンターで過ごした、初めの10日はソエがあったために休養している。秋は、神戸新聞杯（GII）で始動。高熱に見舞われるアクシデントを乗り越えてのエアシャカールとの再戦となり、2番人気だった。エアシャカールと並んで中団で直線に向いたが、前を行くフサイチソニックを捉えることができず、2馬身差の2着。されどエアシャカールには半馬身先着を果たした。続く菊花賞（GI）では、エアシャカールを上回る1.9倍の1番人気に推されたが5着敗退。エアシャカールに二冠を許している。その後ジャパンカップ（GI）で古馬に挑んだが、優勝したテイエムオペラオーに1.5秒後れを取る13着敗退している。この年のJRA賞では、全296票中15票を集めて最優秀4歳牡馬の次点だった。古馬となった2001年は、京都記念（GII）で始動してマックロウに次ぐ2着、続く産経大阪杯（GII）は10着。その後は天皇賞（春）出走を目指したが、屈腱炎を発症して戦線離脱、長期休養となった。

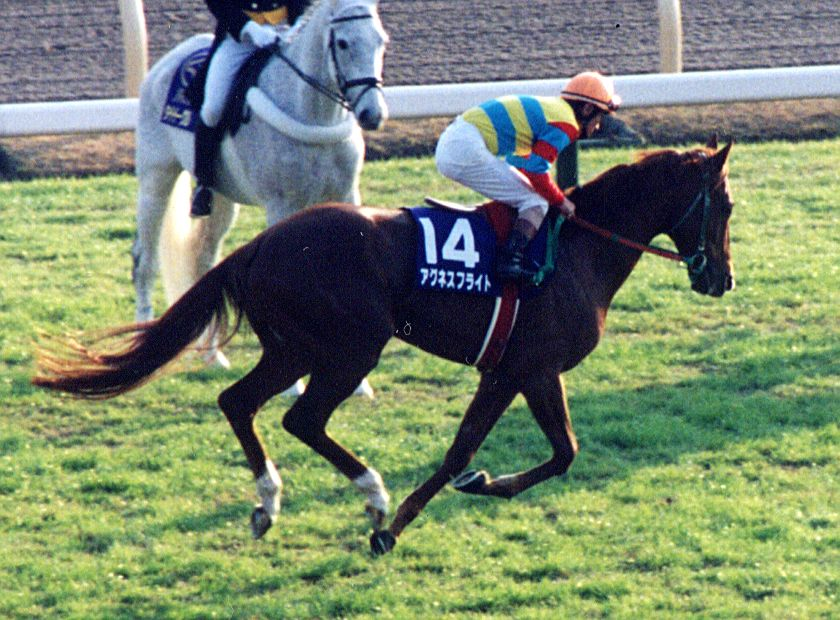
2000年ジャパンカップ

現役を続行して治療を選び、1年7か月後の2002年10月の天皇賞（秋）（GI）で復帰する。勝浦正樹に乗り替わって臨んだが15着。後藤浩輝と臨んだジャパンカップでも最下位16着となる。翌2003年も走り、2月22日の京都記念に参戦し6着。この京都記念の鞍上は2戦ぶりに河内が務めた。河内は2月末での騎手引退を決めており、最終騎乗日の前日の重賞最終騎乗のパートナーがアグネスフライトだった。当日は雨が降っており、パドックからレース直前までカッパを着用するのが常であったが、河内は濡れながらもカメラを構えるファンを慮って、着用していなかった。翌日の京都競馬場では、河内の引退式が行われているが、中山で騎乗していた武はビデオレターを綴っていた。ビデオレターの中で武は、ダービーでアグネスフライトと河内に抜かれたことで兄弟子を「嫌いになりました」と打ち明けている。
河内と別れた後のアグネスフライトは走り続け、続く3月23日の阪神大賞典（GII）では、松永幹夫が騎乗し13着となっている。これを最後に競走馬を引退した。5月10日、京都新聞杯の舞台である京都競馬場にて引退式が挙行され、東京優駿優勝時のゼッケン番号4を着用して登場。同じく鞍上は、調教師に転身した河内が務め、直線コースでの走行が披露された。

## 種牡馬時代
競走馬引退後は、北海道浦河町の日高スタリオンステーションで種牡馬として供用された。全弟のアグネスタキオンが2001年の皐月賞を無敗で制してから間もなく引退しており、兄より先に種牡馬となっていた。無敗のアグネスタキオンは、父サンデーサイレンスと同じ社台スタリオンステーションで繋養され、年間200頭の繁殖牝馬を絶えず集め続けていた。一方のアグネスフライトは、初年度に鼠径ヘルニアを患い交配を中止して62頭に留まった。2年目も病気で45頭まで、3年目は増加に転じたものの弟の半分にあたる92頭であり、これがピークだった。弟アグネスタキオンは、2008年のリーディングサイアーとなった途端、翌2009年に早世している。死んだ弟の代替を担える立場にいたアグネスフライトだったが、そこまでの需要はなく交配数は右肩下がりで減少を続け、6年目、2009年には交配数が一桁に突入。2頭に終わった8年目の2011年を最後に種牡馬を引退する。
産駒は、2007年8月12日、札幌競馬場の新馬戦（ダート1000メートル）にてマルマツフライト（母父:アスワン）が初勝利を挙げている。以降日本国内では、産駒がいなくなる2019年までに166頭が平地競走に4367回出走し、369勝を挙げている。そのうち重賞は地方の1勝であり、佐賀競馬所属の2007年産インザエア（母父:リンドシェーバー）が2010年のロータスクラウン賞を優勝したのみだった。
種牡馬を引退したアグネスフライトは、生まれ故郷の社台ファームで新人教育用の乗馬に転向。それから2015年には乗馬も引退し、社台ブルーグラスファームで功労馬として余生を過ごした。ローエングリンやスカーレットブーケ、スティンガーなどと余生を共にした。2023年1月11日、老衰のために26歳で死亡する。

## 競走成績
以下の内容は、netkeiba.com並びにJBISサーチ、『優駿』2008年6月号の情報に基づく。
| 競走日     | 競馬場 | 競走名       | 格   | 距離 （馬場） | 頭 数 | 枠 番 | 馬 番 | オッズ （人気） | 着順 | タイム （上り3F） | 着差 | 騎手     | 斤量 [kg] | 1着馬 （2着馬）    | 馬体重 [kg] |
| ---------- | ------ | ------------ | ---- | ------------- | ----- | ----- | ----- | --------------- | ---- | ----------------- | ---- | -------- | --------- | ------------------ | ----------- |
| 2000.02.06 | 京都   | 4歳新馬      |      | 芝1600m（良） | 15    | 2     | 3     | 06.1（02人）    | 01着 | 01:37.1（35.9）   | -0.7 | 河内洋   | 55        | （サザンスズカ）   | 472         |
| 0000.03.18 | 阪神   | 若葉S        | OP   | 芝2000m（良） | 16    | 4     | 8     | 04.6（02人）    | 12着 | 02:03.6（37.2）   | -1.2 | 河内洋   | 56        | クリノキングオー   | 450         |
| 0000.04.15 | 阪神   | 若草S        | OP   | 芝2200m（良） | 12    | 3     | 3     | 07.4（03人）    | 01着 | 02:18.4（35.0）   | -0.1 | 河内洋   | 55        | （ジンワラベウタ） | 448         |
| 0000.05.06 | 京都   | 京都新聞杯   | GIII | 芝2000m（良） | 14    | 8     | 13    | 03.4（02人）    | 01着 | 01:59.8（34.5）   | -0.5 | 河内洋   | 55        | （マルカミラー）   | 456         |
| 0000.05.28 | 東京   | 東京優駿     | GI   | 芝2400m（良） | 18    | 2     | 4     | 05.1（03人）    | 01着 | 02:26.2（35.4）   | -0.0 | 河内洋   | 57        | （エアシャカール） | 452         |
| 0000.09.24 | 阪神   | 神戸新聞杯   | GII  | 芝2000m（良） | 12    | 8     | 11    | 04.6（02人）    | 02着 | 02:01.9（34.9）   | -0.3 | 河内洋   | 56        | フサイチソニック   | 462         |
| 0000.10.22 | 京都   | 菊花賞       | GI   | 芝3000m（良） | 18    | 3     | 6     | 01.9（01人）    | 05着 | 03:05.6（36.8）   | -0.9 | 河内洋   | 57        | エアシャカール     | 460         |
| 0000.11.26 | 東京   | ジャパンC    | GI   | 芝2400m（良） | 16    | 7     | 14    | 013.8（04人）   | 13着 | 02:27.6（36.5）   | -1.5 | 河内洋   | 55        | テイエムオペラオー | 456         |
| 2001.02.17 | 京都   | 京都記念     | GII  | 芝2200m（良） | 14    | 8     | 14    | 03.4（02人）    | 02着 | 02:12.4（34.9）   | -0.1 | 河内洋   | 57        | マックロウ         | 458         |
| 0000.04.01 | 阪神   | 産経大阪杯   | GII  | 芝2000m（良） | 14    | 4     | 5     | 08.0（03人）    | 10着 | 01:59.7（36.4）   | -1.3 | 河内洋   | 59        | トーホウドリーム   | 458         |
| 2002.10.27 | 中山   | 天皇賞（秋） | GI   | 芝2000m（良） | 18    | 1     | 2     | 088.4（16人）   | 15着 | 01:59.8（35.2）   | -1.3 | 勝浦正樹 | 58        | シンボリクリスエス | 460         |
| 0000.11.24 | 中山   | ジャパンC    | GI   | 芝2200m（良） | 16    | 3     | 6     | 076.9（15人）   | 16着 | 02:14.7（38.1）   | -2.5 | 後藤浩輝 | 57        | ファルブラヴ       | 462         |
| 2003.02.22 | 京都   | 京都記念     | GII  | 芝2200m（稍） | 16    | 4     | 8     | 010.5（05人）   | 06着 | 02:16.8（35.5）   | -0.3 | 河内洋   | 58        | マイソールサウンド | 460         |
| 0000.03.23 | 阪神   | 阪神大賞典   | GII  | 芝3000m（良） | 15    | 4     | 6     | 034.3（10人）   | 13着 | 03:07.2（35.8）   | -1.3 | 松永幹夫 | 59        | ダイタクバートラム | 460         |

## 種牡馬成績
以下の情報は、JBISサーチの情報に基づく。
| 種付年度 | 種付頭数 | 生産頭数 | 血統登録頭数 | 出走頭数 | 勝馬頭数 | 重賞勝馬頭数 | AEI  | CPI  |
| -------- | -------- | -------- | ------------ | -------- | -------- | ------------ | ---- | ---- |
| 2004     | 62       | 29       | 27           | 26       | 16       | 0            | 0.71 |      |
| 2005     | 45       | 26       | 25           | 24       | 14       | －           | 0.21 |      |
| 2006     | 92       | 58       | 56           | 54       | 28       | 1            | 0.39 |      |
| 2007     | 67       | 47       | 45           | 40       | 25       | 0            | 0.31 |      |
| 2008     | 20       | 16       | 16           | 15       | 12       | 0            | 0.69 |      |
| 2009     | 6        | 5        | 5            | 4        | 3        | －           | 0.45 |      |
| 2010     | 2        | 2        | 2            | 2        | 2        | －           | 0.62 |      |
| 2011     | 2        | 2        | 2            | 1        | 1        | 0            | 0.05 |      |
| 合計     | 合計     | 合計     | 178          | 166      | 101      | 1            | 0.41 | 1.10 |

- 出走頭数、勝馬頭数、重賞勝馬頭数、アーニングインデックス、コンパラブルインデックスは、平地競走に限る。

### 重賞優勝産駒
- 2007年産
  - インザエア（牡、母父:リンドシェーバー（2010年ロータスクラウン賞）[66]

## 血統表
| アグネスフライトの血統                                     | アグネスフライトの血統                             | アグネスフライトの血統             | （血統表の出典）                   | （血統表の出典） |
| 父系                                                       | ヘイロー系（サンデーサイレンス系）                 | ヘイロー系（サンデーサイレンス系） | ヘイロー系（サンデーサイレンス系） | [ § 2 ]          |
| 父 *サンデーサイレンス Sunday Silence 1986 青鹿毛 アメリカ | 父の父Halo 1969 黒鹿毛 アメリカ                    | Hail to Reason                     | Turn-to                            | Turn-to          |
| 父 *サンデーサイレンス Sunday Silence 1986 青鹿毛 アメリカ | 父の父Halo 1969 黒鹿毛 アメリカ                    | Hail to Reason                     | Nothirdchance                      |                  |
| 父 *サンデーサイレンス Sunday Silence 1986 青鹿毛 アメリカ | 父の父Halo 1969 黒鹿毛 アメリカ                    | Cosmah                             | Cosmic Bomb                        | Cosmic Bomb      |
| 父 *サンデーサイレンス Sunday Silence 1986 青鹿毛 アメリカ | 父の父Halo 1969 黒鹿毛 アメリカ                    | Cosmah                             | Almahmoud                          |                  |
| 父 *サンデーサイレンス Sunday Silence 1986 青鹿毛 アメリカ | 父の母Wishing Well 1975 鹿毛 アメリカ              | Understanding                      | Promised Land                      | Promised Land    |
| 父 *サンデーサイレンス Sunday Silence 1986 青鹿毛 アメリカ | 父の母Wishing Well 1975 鹿毛 アメリカ              | Understanding                      | Pretty Ways                        |                  |
| 父 *サンデーサイレンス Sunday Silence 1986 青鹿毛 アメリカ | 父の母Wishing Well 1975 鹿毛 アメリカ              | Mountain Flower                    | Montparnasse                       | Montparnasse     |
| 父 *サンデーサイレンス Sunday Silence 1986 青鹿毛 アメリカ | 父の母Wishing Well 1975 鹿毛 アメリカ              | Mountain Flower                    | Edelweiss                          |                  |
| 母 アグネスフローラ 1987 鹿毛 北海道三石                   | 母の父*ロイヤルスキー Royal Ski 1974 栗毛 アメリカ | Raja Baba                          | Bold Ruler                         | Bold Ruler       |
| 母 アグネスフローラ 1987 鹿毛 北海道三石                   | 母の父*ロイヤルスキー Royal Ski 1974 栗毛 アメリカ | Raja Baba                          | Missy Baba                         |                  |
| 母 アグネスフローラ 1987 鹿毛 北海道三石                   | 母の父*ロイヤルスキー Royal Ski 1974 栗毛 アメリカ | Coz o'Nijinsky                     | Involvement                        | Involvement      |
| 母 アグネスフローラ 1987 鹿毛 北海道三石                   | 母の父*ロイヤルスキー Royal Ski 1974 栗毛 アメリカ | Coz o'Nijinsky                     | Gleam                              |                  |
| 母 アグネスフローラ 1987 鹿毛 北海道三石                   | 母の母アグネスレディー 1976 鹿毛 北海道三石        | *リマンド Remand                   | Alcide                             | Alcide           |
| 母 アグネスフローラ 1987 鹿毛 北海道三石                   | 母の母アグネスレディー 1976 鹿毛 北海道三石        | *リマンド Remand                   | Admonish                           |                  |
| 母 アグネスフローラ 1987 鹿毛 北海道三石                   | 母の母アグネスレディー 1976 鹿毛 北海道三石        | イコマエイカン                     | Sallymount                         | Sallymount       |
| 母 アグネスフローラ 1987 鹿毛 北海道三石                   | 母の母アグネスレディー 1976 鹿毛 北海道三石        | イコマエイカン                     | *ヘザーランズ F-No.1-l             |                  |
| 母系(F-No.)                                                | 1号族(FN:1-l)                                      | 1号族(FN:1-l)                      | 1号族(FN:1-l)                      | [ § 3 ]          |
| 5代内の近親交配                                            | 5代内アウトブリード                                | 5代内アウトブリード                | 5代内アウトブリード                | [ § 4 ]          |
| 出典                                                       | 1. 2. 3. 4.                                        | 1. 2. 3. 4.                        | 1. 2. 3. 4.                        | 1. 2. 3. 4.      |

- 全弟にアグネスタキオン。
- 母の半姉アグネスシャレード（父ターゴワイス）の産駒にアグネスパレード（チューリップ賞GIII）。